# Friedrich Ludwig von Sckell

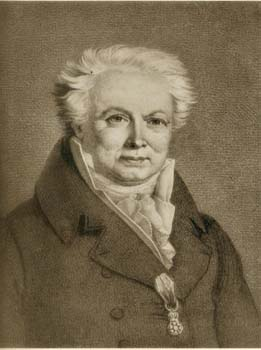
Friedrich Ludwig von Sckell

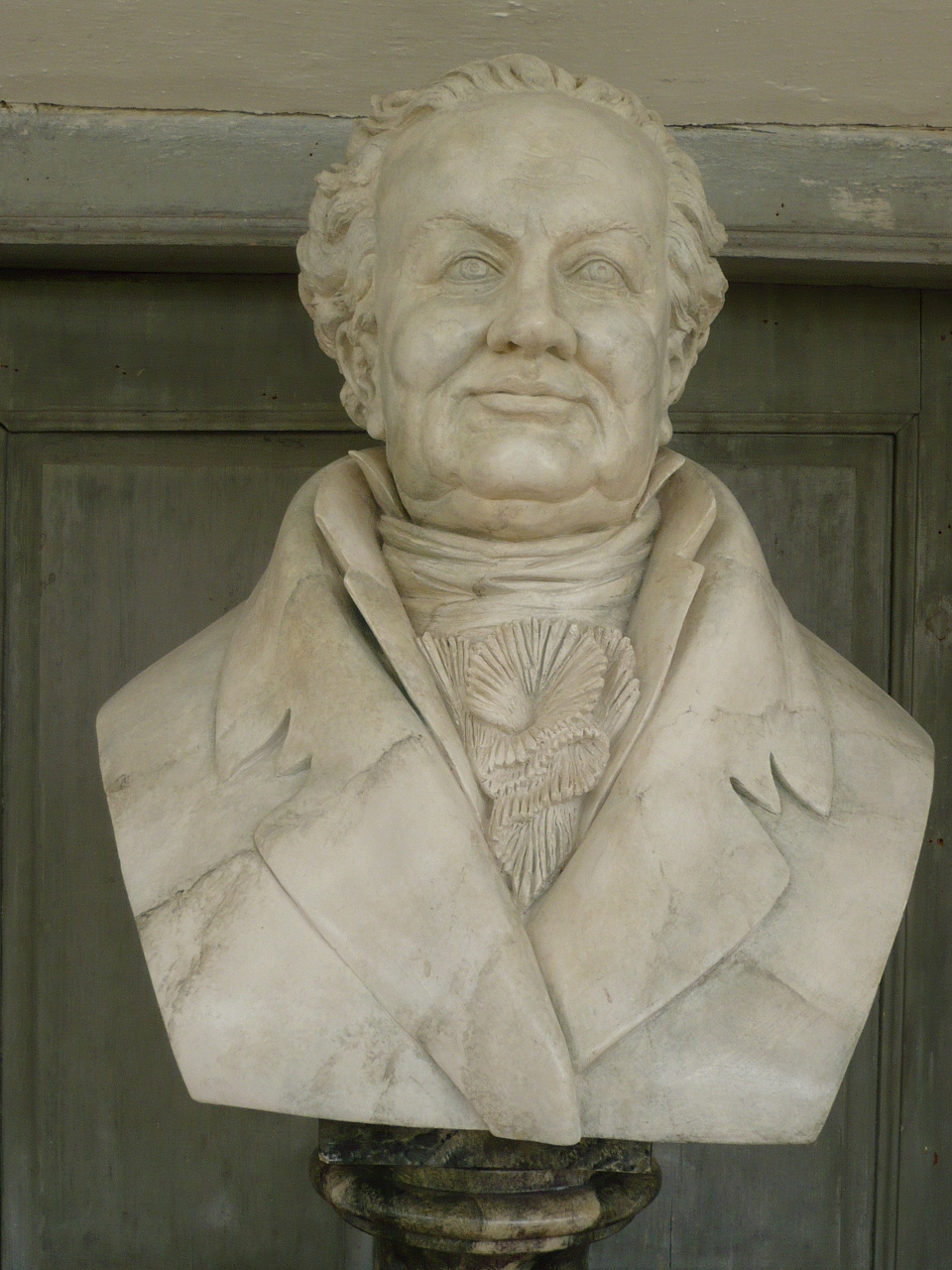
Büste von Friedrich Ludwig von Sckell

(Clarus) Friedrich Ludwig Sckell, seit 1808 Ritter von Sckell (* 13. September 1750 in Weilburg an der Lahn; † 24. Februar 1823 in München), im Alter von 58 Jahren geadelt, war ein deutscher Gartengestalter, Begründer der „klassischen Phase“ des englischen Landschaftsgartens in Deutschland sowie Stadtplaner in München. Er gehört zur deutschen Gärtner- und Malerfamilie Sckell.

## Leben

### Ausbildung und Beruf
Ausgebildet wurde Sckell in der Hofgärtnerei in Schwetzingen. Danach arbeitete er in Bruchsal, Paris und Versailles. Von 1773 bis 1776 beschäftigte er sich in den Landschaftsgärten von Stourhead und Stowe mit dem englischen Gartenstil.
Nach seiner Rückkehr aus England erhielt Sckell ab 1777 die Gelegenheit, am Nord- und Westrand des Schwetzinger Schlossgartens erste landschaftliche Partien um den französischen Garten herum zu gestalten. Sckell schuf reizvolle Gartenareale, durchzogen von Schlängelwegen mit Gehölzgruppen und überraschenden Aussichten. Im Arborium Theodoricum, dem Baumlehrgarten des vorletzten pfalz-bayerischen Kurfürsten Karl Theodor, verwirklichte er zum ersten Mal das Hauptmotiv seines Schaffens – ein Wiesentälchen mit bewegter Bodenmodellierung und Waldsaum.
Etwa ab 1782 übernahm Sckell im Auftrag des Mainzer Kurfürsten und Erzbischofs Friedrich Karl Joseph von Erthal in Aschaffenburg die damals schon begonnene Umgestaltung einer alten Fasanerie in einen englischen Landschaftsgarten, den Park Schönbusch, und nach 1787 die Gestaltung des geschlossenen Schöntals im Bereich südlich des Hofgemüsegartens. 1789 wurde er von Graf Benjamin Thompson von Rumford mit der Anlage des Englischen Gartens in München beauftragt.
1792 wurde Sckell Nachfolger seines Vaters als Hofgärtner in Schwetzingen. 1799 erhielt er zusätzlich die Position des Gartendirektors für die kurfürstlichen Gärten der Pfalz und Bayerns. 1804 wurde er Hofgartenintendant in München, wo er den Englischen Garten vollendete und große Teile des barocken Gartens von Schloss Nymphenburg in eine landschaftliche Anlage verwandelte. In München betätigte er sich zusammen mit dem Architekten Gustav Vorherr an der Planung der Stadterweiterung, insbesondere der gärtnerischen Gestaltung, im Zuge von Sonnenstraße, Karlsplatz sowie Sendlinger- und Isartorplatz.
1808 erhielt Sckell den Zivilverdienstorden der Bayerischen Krone, mit dem der persönliche Adel verbunden war.

### Familie
Sckell entstammte der Maler- und Gärtnerfamilie dieses Namens. Seine Tochter Theres (1800–1853) heiratete seinen Nachfolger Carl August Sckell, den Sohn seines Bruders Matthias; seine Tochter Friederike (1802–1867) wurde die Frau von Carl Rottmann.

## Werke
Die folgende Liste gibt einen Überblick über die bekanntesten Gärten, die Sckell gestaltet hat:
- 1776/77: Landschaftliche Anlagen im Schlosspark Schwetzingen
- 1778: Landschaftliche Umgestaltung des Schlossparks Oppenweiler
- 1780: Arbeiten für den Park von Schloss Karlsberg bei Homburg und Schloss Monbijou in Dietrichingen bei Zweibrücken für Herzog Karl II. August von Pfalz-Zweibrücken
- etwa ab 1782: Park Schönbusch und nach 1787 ein Teil des geschlossenen Schöntals in Aschaffenburg
- 1783: Schlossgarten Dürkheim, Schlossgarten Grünstadt
- 1784: Schlossgarten Neckarhausen, Herzogsgarten Landshut
- 1785/88: Lustschloss Favorite (Mainz), Schlossgarten Oranienstein, Hofgut Monbijou bei Dietrichingen
- 1787: Schlossgarten Wambolt (Birkenau, Odenwald), Schlossgarten Wörrstadt Rheinhessen, Annahof und Monplaisir in Niederwürzbach, Rohrbacher Garten bei Heidelberg
- 1789/1800: Ludwigspark Saarbrücken, Plan für die Umgestaltung der Mannheimer Festungsanlagen (zugleich erster Stadterweiterungsplan), 1800 (nicht ausgeführt)
- 1788/92: Landschaftliche Gestaltung des Herrnsheimer Schlosses
- ab 1789: München unter anderem Englischer Garten München, Arbeiten zur Stadtplanung und diverse Grünanlagen in München, landschaftliche Umgestaltungen im Schlosspark Nymphenburg
- 1790: Sturmfederscher Kellergarten in Dirmstein und Schlossgarten Heidelberg
- 1792: Schlossgarten in Rilchingen
- 1795: Schlosspark Weinheim und landschaftsgestalterische Bearbeitung des Karlstals bei Trippstadt (Zuschreibung)
- 1803: Landschaftliche Umgestaltung des ehemaligen Klostergartens Amorbach
- 1805: Hofgarten in Innsbruck und Mirabell-Garten in Salzburg
- 1805–1814: Privatgarten Schloss Stepperg (Stepperg bei Rennertshofen), heute Herzogpark, für den Landsitz von Maximilian von Montgelas
- 1817: Landschaftliche Umgestaltung des Schlossparks Biebrich in Biebrich

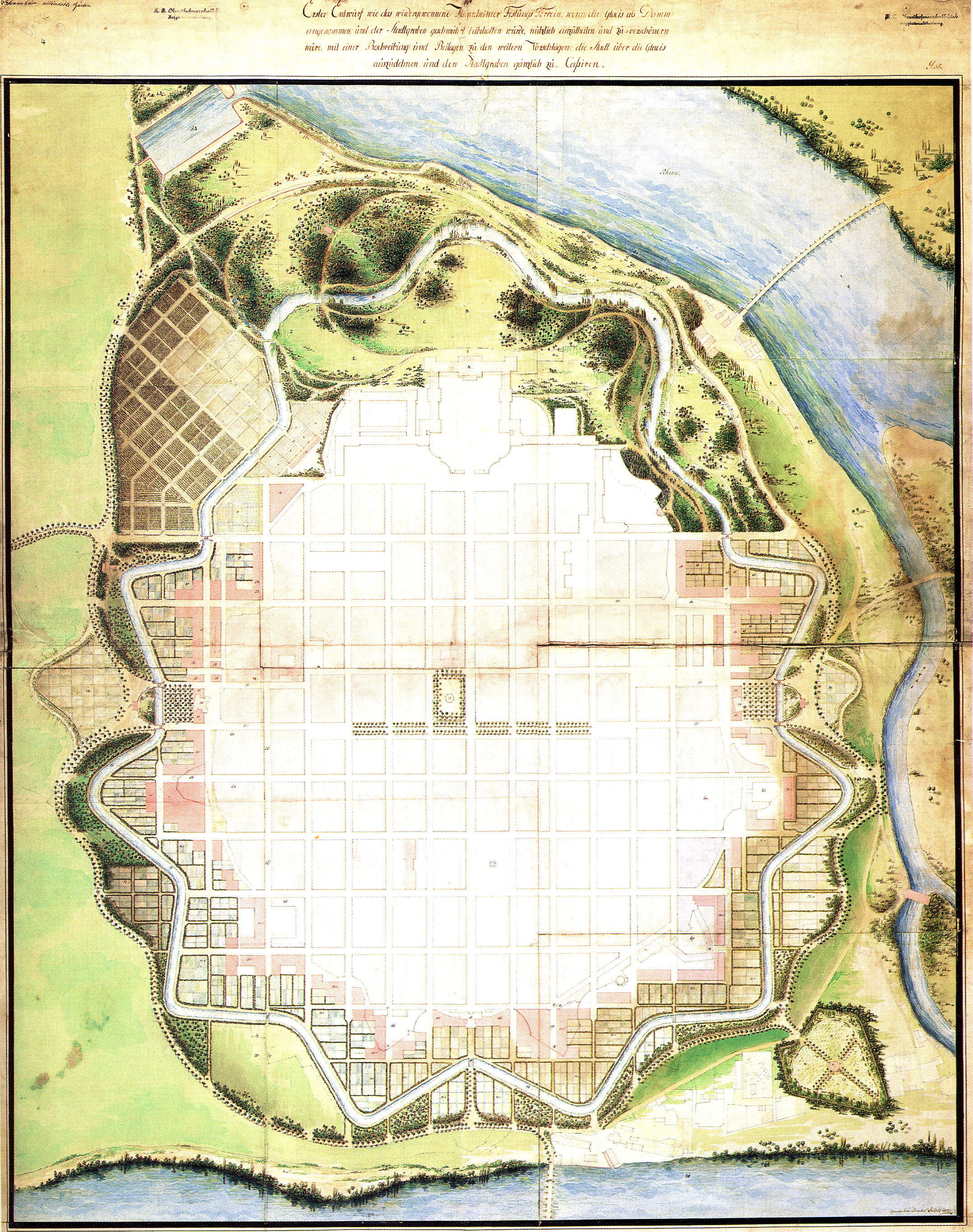
Sckell-Plan zur Umgestaltung der Mannheimer Festungsanlagen und erster Stadterweiterungsplan, 1800 (nicht ausgeführt)
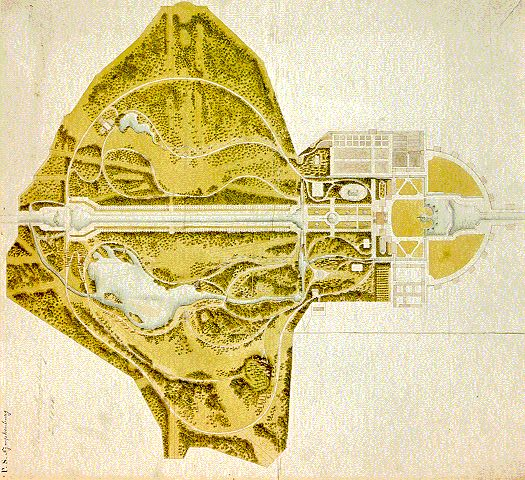
Sckell-Plan zur landschaftlichen Umgestaltung des Schlossparks Nymphenburg, um 1802
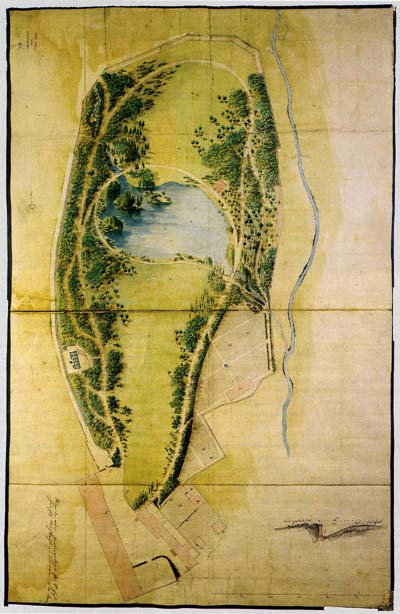
Sckell-Plan zur landschaftlichen Umgestaltung des ehemaligen Klostergartens Amorbach, 1803

## Bedeutung

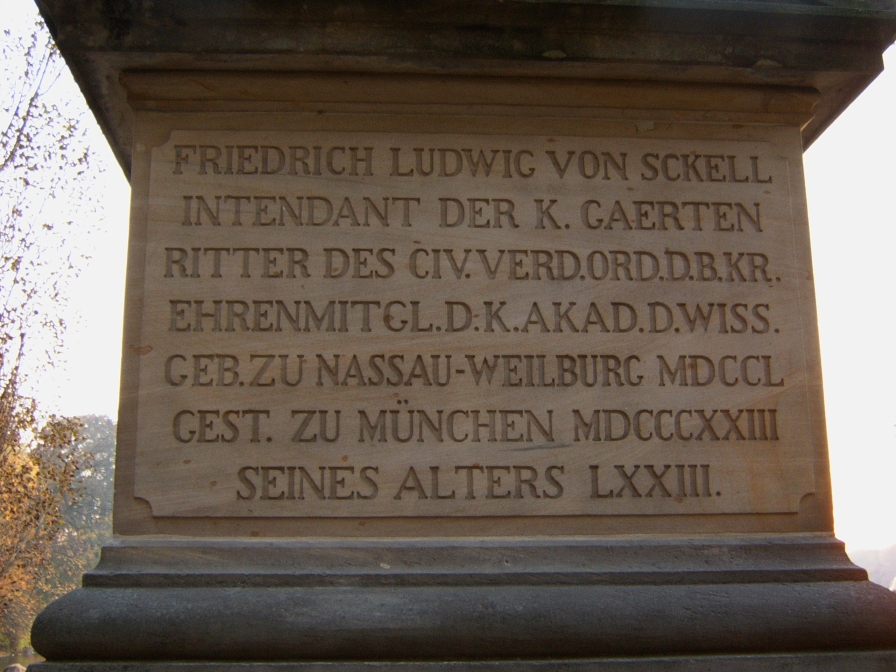
Inschrift auf der Gedenksäule für Ludwig von Sckell am Kleinhesseloher See im Englischen Garten

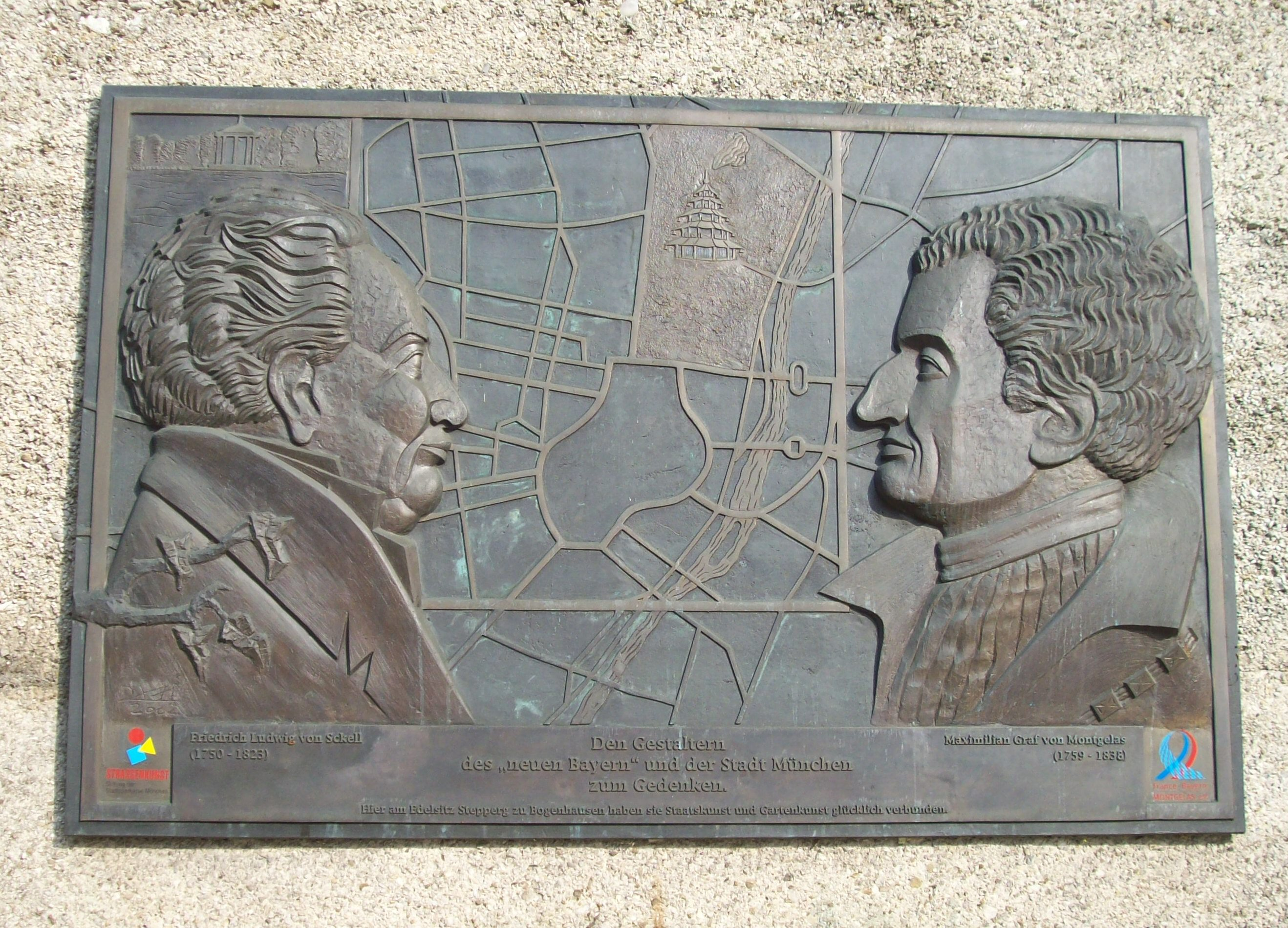
München-Bogenhausen: Gedenktafel für Sckell und Montgelas (Peter Weidl, 2002)

1808 wurde Sckell als außerordentliches Mitglied in die Bayerische Akademie der Wissenschaften aufgenommen. 1823 starb er in München als Hofgartenintendant. Zu seinen Ehren wurde ihm 1824 von Ernst von Bandel ein Denkmal im Englischen Garten errichtet (Entwurf von Leo von Klenze).
Sckell gilt als Begründer der klassischen Phase des englischen Landschaftsgartens in Deutschland, den er mit seiner Schrift Beiträge zur bildenden Gartenkunst von 1818 auch dem deutschen Fachpublikum vorstellte. Seine Gruppierungs- und Pflanzweise wird in Landschaftsgärten in Deutschland zum Teil heute noch angewandt.
In Erinnerung an Sckell verleiht die Bayerische Akademie der Schönen Künste seit 1967 den Friedrich-Ludwig-von-Sckell-Ehrenring an international herausragende Landschaftsarchitekten, Gartenhistoriker und Vertreter verwandter Berufe.

## Grabstätte

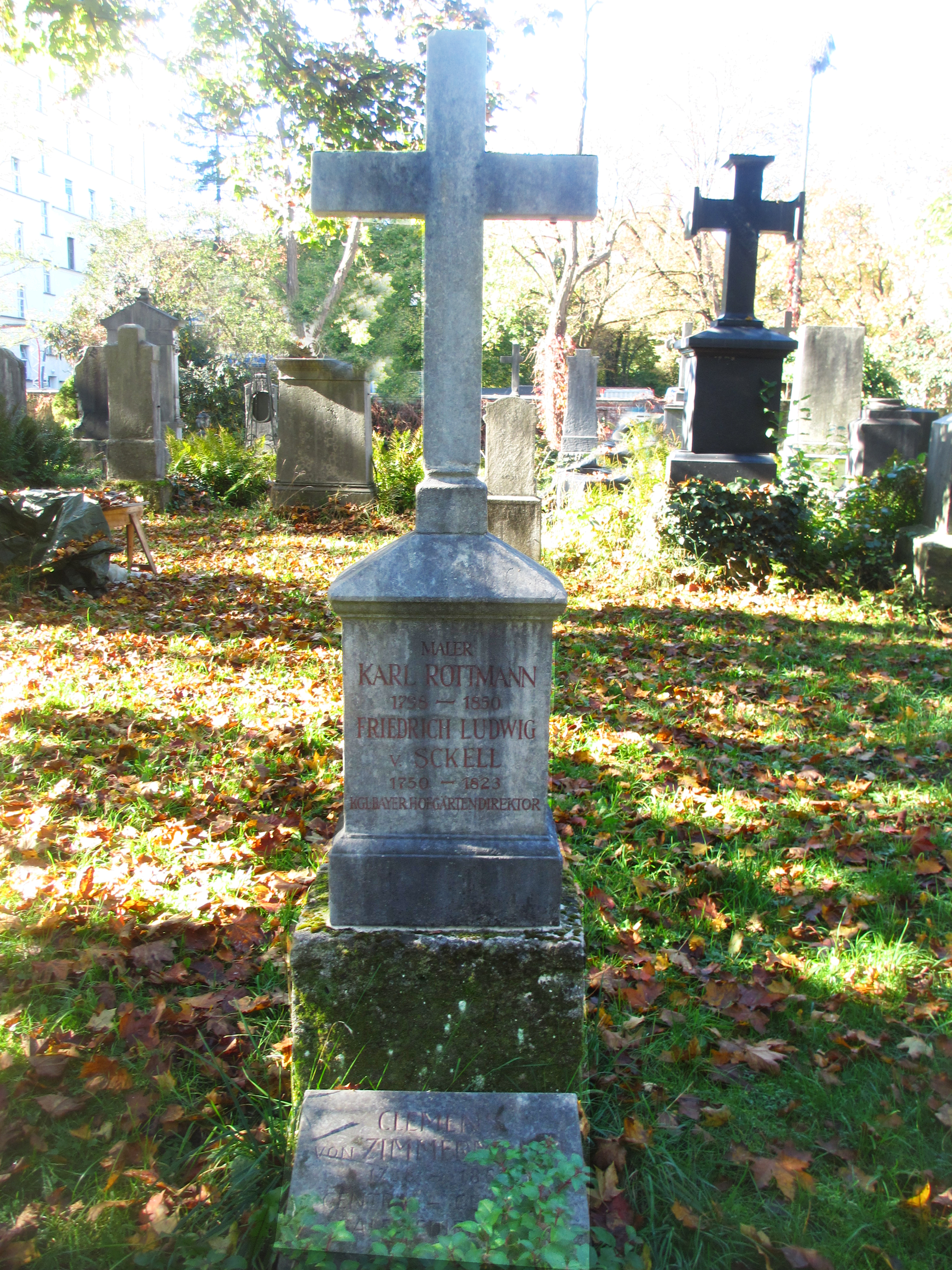
Grab von Friedrich Sckell auf dem Alten Südlichen Friedhof in München,

Die Grabstätte Sckells befindet sich auf dem Alten Südlichen Friedhof in München (Gräberfeld 6 – Reihe 7 – Platz 33/34, Standort). Sckell war zu Lebzeiten an der landschaftlichen Gestaltung des Alten Südlichen Friedhofs beteiligt gewesen, den der Architekt Gustav Vorherr in der Grundrissform eines Sarkophags entworfen hatte. In diesem Grab liegt auch Sckells Schwiegersohn, der Maler Carl Rottmann.

### Veröffentlichungen von Sckell
- Friedrich Ludwig von Sckell: Beiträge zur bildenden Gartenkunst für angehende Gartenkünstler. 2. Auflage 1825. Nachdruck: In: Grüne Reihe 5. 1. Auflage. Wernersche Verlagsgesellschaft, Worms 1982, ISBN 978-3-88462-011-3. 2. Auflage: ebd. 1998. ISBN 3-88462-150-5.